# Vera Rol
Vera Rol (8 de mayo de 1920 – 5 de diciembre de 1973) fue una actriz teatral y cinematográfica de nacionalidad italiana.

## Biografía
Nacida en Condove, Italia, fue soubrette del teatro de revista, y estuvo casada con el actor Nuto Navarrini, con el cual también mantuvo una relación profesional.
Una de las obras en la que participó fue la opereta Il diavolo nella giarrettiera, de Giovanni D'Anzi, escenificada en el Teatro Reinach de Parma en febrero de 1944 por la Compañía de revistas Nuto Navarrini.
Vera Rol falleció en 1973 en Roma, Italia.

## Teatro de revista
- 1950 : Votate per Venere, con Erminio Macario
- 1951 : Quel treno chiamato desiderio, de Alfredo Bracchi y Dino Gelich, con Ugo Tognazzi, Vera Rol, Tina De Mola y Erika Sandri, dirección de Alfredo Bracchi, estreno en Milán

## Filmografía[1]
- 1941 : È caduta una donna, de Alfredo Guarini
- 1947 : Malaspina, de Armando Fizzarotti
- 1948 : Nennella, de Renato May
- 1954 : Bertoldo, Bertoldino e Cacasenno, de Mario Amendola y Ruggero Maccari